# Craig Chaquico
Craig Chaquico (né le 26 septembre 1954) est un guitariste américain.

## Biographie
Craig Chaquico fait la connaissance des membres de Jefferson Airplane à San Francisco au début des années 1970, alors qu'il n'a que quinze ans. Il rejoint le groupe Jefferson Starship en 1974 et participe à tous les albums du groupe jusqu'à son départ, en 1990. Il entame alors une carrière solo mêlant des influences rock, blues, jazz et new age.

## Discographie solo
- 1993 : Acoustic Highway
- 1994 : Acoustic Planet
- 1996 : A Thousand Pictures
- 1997 : Once in a Blue Universe
- 1998 : From the Redwoods to the Rockies (avec Russ Freeman)
- 1999 : Four Corners
- 2002 : Shadow and Light
- 2004 : Midnight Noon
- 2005 : Holiday
- 2009 : Follow the Sun
- 2012 : Fire Red Moon